# Walter Stokes
Walter Raymond Stokes (ur. 23 maja 1898 w Mohawk, zm. 9 czerwca 1996 w Stuart) – amerykański strzelec, mistrz olimpijski, multimedalista mistrzostw świata.

## Życiorys
W 1918 roku ukończył United States Naval Academy, w której występował w szkolnych drużynach pływackich, zapaśniczych i strzeleckich. Zdobył również wykształcenie prawnicze i lekarskie na George Washington University jako jeden z nielicznych amerykańskich olimpijczyków (drugim potwierdzonym sportowcem jest szermierz Graeme Hammond). Podczas pobytu w ostatniej z wymienionych, przygotowywał uczelnianą drużynę karabinową do mistrzostw międzyuczelnianych w latach 1924, 1927 i 1928. Po ukończeniu studiów medycznych w 1931 roku, Stokes odbył szkolenie z zakresu psychoanalizy, zaś w 1935 roku rozpoczął pracę jako psychiatra. Miał również wkład w rozwój produkcji środków antykoncepcyjnych w Stanach Zjednoczonych.
Stokes uczestniczył w Letnich Igrzyskach Olimpijskich 1924 w 7 konkurencjach. Dwukrotnie został medalistą olimpijskim, jednak wyłącznie w zmaganiach drużynowych. Indywidualnie najlepszy wynik osiągnął w karabinie wojskowym leżąc z 600 m, w którym uplasował się na 4. miejscu – przegrał o 1 punkt z brązowym medalistą tych zawodów, Nielsem Larsenem. Zwyciężył za to w karabinie dowolnym, osiągając drugi wynik w drużynie (skład zespołu: Raymond Coulter, Joseph Crockett, Morris Fisher, Sidney Hinds, Walter Stokes). Stanął także na trzecim stopniu podium w rundzie pojedynczej do sylwetki jelenia, będąc ponownie drugim najlepszym zawodnikiem zespołu (skład reprezentacji: John Boles, Raymond Coulter, Dennis Fenton, Walter Stokes).
Amerykanin jest zdobywcą 17 medali na mistrzostwach świata, w tym 11 złotych, 5 srebrnych i 1 brązowego. Najwięcej zwycięstw odniósł w drużynowym strzelaniu z karabinu dowolnego w trzech postawach z 300 m (4). Pozostałe medale wywalczył indywidualnie. Był zdobywcą największej liczby miejsc na podium podczas mistrzostw świata w 1921, zaś w latach 1922 i 1924 był najlepszy ex aequo z innymi zawodnikami (odpowiednio z Walterem Lienhardem i Morrisem Fisherem).
Został przyjęty do USA Shooting Hall of Fame.

## Wyniki

### Igrzyska olimpijskie
| Igrzyska | Konkurencja                                     | Wynik                            | Miejsce | Źródło |
| -------- | ----------------------------------------------- | -------------------------------- | ------- | ------ |
| IO 1924  | Karabin dowolny leżąc, 600 m                    | 92 pkt.                          | 4       | [ 3 ]  |
| IO 1924  | Karabin dowolny, drużynowo                      | 676 pkt. (druż.) 138 pkt. (ind.) |         | [ 4 ]  |
| IO 1924  | Karabin małokalibrowy leżąc, 50 m               | 390 pkt.                         | 10      | [ 5 ]  |
| IO 1924  | Runda pojedyncza do sylwetki jelenia            | 35 pkt.                          | 10      | [ 6 ]  |
| IO 1924  | Runda pojedyncza do sylwetki jelenia, drużynowo | 148 pkt. (druż.) 38 pkt. (ind.)  |         | [ 7 ]  |
| IO 1924  | Runda podwójna do sylwetki jelenia              | 60 pkt.                          | 12      | [ 8 ]  |
| IO 1924  | Runda podwójna do sylwetki jelenia, drużynowo   | 233 pkt. (druż.) 63 pkt. (ind.)  | 5       | [ 9 ]  |

### Medale mistrzostw świata
Opracowano na podstawie materiałów źródłowych:
| Mistrzostwa     | Konkurencja                                     | Wynik                                          | Miejsce |
| --------------- | ----------------------------------------------- | ---------------------------------------------- | ------- |
| Lyon 1921       | Karabin dowolny, trzy postawy, 300 m            | 1055 pkt. (372–357–326)                        |         |
| Lyon 1921       | Karabin dowolny, trzy postawy, 300 m, drużynowo | 5015 pkt. (druż.) 1055 pkt. ind. (372–357–326) |         |
| Lyon 1921       | Karabin dowolny leżąc, 300 m                    | 372 pkt.                                       |         |
| Lyon 1921       | Karabin dowolny klęcząc, 300 m                  | 357 pkt.                                       |         |
| Lyon 1921       | Karabin dowolny stojąc, 300 m                   | 326 pkt.                                       |         |
| Mediolan 1922   | Karabin dowolny, trzy postawy, 300 m            | 1067 pkt. (375–356–336)                        |         |
| Mediolan 1922   | Karabin dowolny, trzy postawy, 300 m, drużynowo | 5132 pkt. (druż.) 1067 pkt. ind. (375–356–336) |         |
| Mediolan 1922   | Karabin dowolny leżąc, 300 m                    | 375 pkt.                                       |         |
| Mediolan 1922   | Karabin dowolny klęcząc, 300 m                  | 356 pkt.                                       |         |
| Camp Perry 1923 | Karabin dowolny, trzy postawy, 300 m            | 1069 pkt. (377–358–334)                        |         |
| Camp Perry 1923 | Karabin dowolny, trzy postawy, 300 m, drużynowo | 5301 pkt. (druż.) 1069 pkt. ind. (377–358–334) |         |
| Camp Perry 1923 | Karabin dowolny leżąc, 300 m                    | 377 pkt.                                       |         |
| Camp Perry 1923 | Karabin dowolny klęcząc, 300 m                  | 358 pkt.                                       |         |
| Reims 1924      | Karabin dowolny, trzy postawy, 300 m            | 1067 pkt. (383–351–333)                        |         |
| Reims 1924      | Karabin dowolny, trzy postawy, 300 m, drużynowo | 5284 pkt. (druż.) 1067 pkt. ind. (383–351–333) |         |
| Reims 1924      | Karabin dowolny leżąc, 300 m                    | 383 pkt.                                       |         |
| Reims 1924      | Karabin dowolny stojąc, 300 m                   | 333 pkt.                                       |         |